# Mateusz Bartoszek
Mateusz Bartoszek (ur. 22 stycznia 1990 r. w Bytomiu) – polski rugbysta występujący na pozycji rwacza, wielokrotny reprezentant Polski.

## Kariera klubowa
Bartoszek przygodę z rugby rozpoczął poniekąd przez przypadek, kiedy w 2003 roku namówiony przez kolegów pojechał na obóz sportowy zorganizowany przez Czarnych Bytom. Decydując się na wyjazd nie był jednak świadomy, że jest to obóz rugby. Pół roku później rozpoczął treningi w bytomskim klubie, z którym był związany do 2007 roku. Wówczas trafił do Posnanii, z którą w sezonie 2007/2008 wywalczył mistrzostwo Polski juniorów (do lat 19). Trenerem tamtej drużyny był Jurij Buchało.
Po roku spędzonym w Poznaniu, Bartoszek przeszedł testy w drużynie SC Albi, po których francuski klub zaproponował mu młodzieżowy kontrakt. We wrześniu 2008 roku Polak został zawodnikiem grającego wówczas w Pro D2 klubu z regionu Midi-Pyrénées, gdzie z czasem zaczął występować w drużynie Nadziei (Espoirs, zespół do lat 23). W połowie 2011 roku Bartoszka przyjęto do akademii Albi – choć nadal polski zawodnik nie miał zagwarantowanego kontraktu, to jednak na mocy umowy z klubem, to Albi opłacało jego pobyt i kształcenie. W grudniu 2011 roku zadebiutował w pierwszej drużynie w meczu ligowym z Bourgoin. Z zespołem Espoirs dotarł natomiast do finału rozgrywek o tytuł mistrza Francji do lat 23, gdzie Albi uległo US Oyonnax.
Z uwagi na różnice w kalendarzu rozgrywek we Francji i Polsce, a także na przepis umożliwiający dopisywanie „zagranicznych” reprezentantów Polski do składu polskich drużyn, Bartoszek przymierzany był do kilku polskich zespołów. W sezonie 2009/2010 wiele wskazywało na to, że wspomoże Posnanię, zaś w końcówce sezonu 2010/2011 i na początku sezonu 2012/2013 został zgłoszony do rozgrywek przez Arkę Gdynia, w barwach której zadebiutował 8 czerwca 2013 r. w drugim meczu półfinałowym przeciwko Pogoni Siedlce.
W sezonie 2012/2013 grał dla SO Givors (Fédérale 3), kolejne dwa lata spędził w Szkocji w ekipie Glasgow Hawks, gdzie jego kolegą z drużyny był inny reprezentant Polski, Craig Bachurzewski. W 2015 powrócił do Francji, gdzie przez kolejne cztery sezony występował w Saint Médard RC, dla którego zaliczył 55 meczów w Fédérale 1. W sezonie 2017/18 grał w jednym klubie z Radosławem Bysewskim. W 2019 roku został zawodnikiem RC Bassin d’Arcachon. Po trzech latach na poziomie Fédérale 1 na skutek reorganizacji rozgrywek ekipa RCBA awansowała na centralny, półzawodowy szczebel National 2.

## Kariera reprezentacyjna
Wychowanek Czarnych Bytom powoływany był do wszystkich kolejnych reprezentacji juniorskich i młodzieżowych począwszy od zespołu do lat 17. W 2007 roku wraz z zespołem o rok starszych graczy pojechał na Mistrzostwa Europy do lat 18. Rok później, już wraz ze swoim rocznikiem, dotarł do finału Mistrzostw we włoskim Treviso. W tym samym 2008 roku Bartoszek uczestniczył także w Mistrzostwach Europy do lat 19, które odbywały się w Trójmieście.
W październiku 2009 roku, po pierwszym sezonie spędzonym we Francji, Bartoszek otrzymał powołanie do seniorskiej kadry Polski. W pierwszej reprezentacji zadebiutował 25 października w przegranym w Warszawie spotkaniu z Czechami. Po meczu został wybrany najbardziej wartościowym zawodnikiem pojedynku.
W kolejnych latach Bartoszek był podstawowym zawodnikiem reprezentacji, swoje pierwsze przyłożenie zdobywając 5 kwietnia 2014 r. w meczu przeciw Mołdawii. W lutym 2023 roku brał udział w meczu z Belgią, w którym Polacy osiągnęli pierwsze zwycięstwo po awansie na poziom Rugby Europe Championship. Miesiąc później w spotkaniu z tym samym przeciwnikiem zaliczył swój 40. mecz w reprezentacji, dołączając do nieformalnego „Klubu 40” PZR.

### Statystyki
Stan na dzień 11 marca 2023 r. Wynik reprezentacji Polski zawsze podany w pierwszej kolejności.
| Drużyna narodowa | Rok  | Mecze | Punkty |
| ---------------- | ---- | ----- | ------ |
| Polska           | 2009 | 1     | 0      |
| Polska           | 2010 | 3     | 0      |
| Polska           | 2011 | 3     | 0      |
| Polska           | 2012 | 2     | 0      |
| Polska           | 2013 | 8     | 0      |
| Polska           | 2014 | 4     | 10     |
| Polska           | 2015 | 5     | 10     |
| Polska           | 2016 | 2     | 0      |
| Polska           | 2017 | 3     | 0      |
| Polska           | 2018 | 1     | 0      |
| Polska           | 2019 | 3     | 0      |
| Polska           | 2020 | 1     | 0      |
| Polska           | 2021 | 2     | 0      |
| Polska           | 2022 | —     | —      |
| Polska           | 2023 | 2     | 0      |
| Suma             | Suma | 40    | 20     |

| Występy w reprezentacji Polski | Występy w reprezentacji Polski | Występy w reprezentacji Polski                | Występy w reprezentacji Polski | Występy w reprezentacji Polski | Występy w reprezentacji Polski |
| Lp.                            | Data                           | Stadion, miasto                               | Przeciwnik                     | Wynik                          | Zdobyte punkty                 |
| ------------------------------ | ------------------------------ | --------------------------------------------- | ------------------------------ | ------------------------------ | ------------------------------ |
| 1.                             | 25.09.2009                     | Stadion Polonii, Warszawa                     | Czechy                         | 5:19                           | 0                              |
| 2.                             | 24.04.2010                     | Stadion Króla Baudouina I (A2), Bruksela      | Belgia                         | 8:29                           | 0                              |
| 3.                             | 9.10.2010                      | Stadion ragby Císařka, Praga                  | Czechy                         | 15:20                          | 0                              |
| 4.                             | 13.11.2010                     | Narodowy Stadion Rugby, Gdynia                | Mołdawia                       | 25:36                          | 0                              |
| 5.                             | 12.03.2011                     | Narodowy Stadion Rugby, Gdynia                | Belgia                         | 28:21                          | 0                              |
| 6.                             | 16.04.2011                     | Stadion Suche Stawy, Kraków                   | Holandia                       | 32:18                          | 0                              |
| 7.                             | 15.10.2011                     | Stadion Sandecji, Nowy Sącz                   | Czechy                         | 20:13                          | 0                              |
| 8.                             | 7.04.2012                      | Stadion Króla Baudouina I (A2), Bruksela      | Belgia                         | 13:20                          | 0                              |
| 9.                             | 6.10.2012                      | Stadion Josefa Kohouta, Říčany                | Czechy                         | 29:3                           | 0                              |
| 10.                            | 30.03.2013                     | Narodowy Stadion Rugby, Gdynia                | Ukraina                        | 13:12                          | 0                              |
| 11.                            | 13.04.2013                     | Stadion Dinamo, Kiszyniów                     | Mołdawia                       | 20:24                          | 0                              |
| 12.                            | 1.06.2013                      | Korsängens IP, Enköping                       | Szwecja                        | 11:19                          | 0                              |
| 13.                            | 7.09.2013                      | Stadion Polonii, Warszawa                     | Szwecja                        | 30:9                           | 0                              |
| 14.                            | 12.10.2013                     | Stadion Polonii, Warszawa                     | Czechy                         | 30:10                          | 0                              |
| 15.                            | 29.10.2013                     | Colombo Racecourse Ground, Kolombo            | Madagaskar                     | 21:25                          | 0                              |
| 16.                            | 1.11.2013                      | Colombo Racecourse Ground, Kolombo            | Sri Lanka                      | 25:26                          | 0                              |
| 17.                            | 9.11.2013                      | Sportforum Hohenschönhausen, Berlin           | Niemcy                         | 13:43                          | 0                              |
| 18.                            | 5.04.2014                      | Stadion ROSRRiT, Siedlce                      | Mołdawia                       | 12:21                          | 5 (P)                          |
| 19.                            | 26.04.2014                     | Stadion Junist´, Lwów                         | Ukraina                        | 28:29                          | 5 (P)                          |
| 20.                            | 18.10.2014                     | Stadion Polonii, Warszawa                     | Holandia                       | 9:8                            | 0                              |
| 21.                            | 15.11.2014                     | Stadion Dinamo, Kiszyniów                     | Mołdawia                       | 25:48                          | 0                              |
| 22.                            | 18.04.2015                     | Stadion Króla Baudouina I (A2), Bruksela      | Belgia                         | 23:53                          | 5 (P)                          |
| 23.                            | 9.05.2015                      | Arena Lublin, Lublin                          | Ukraina                        | 17:20                          | 0                              |
| 24.                            | 12.09.2015                     | Korsängens IP, Enköping                       | Szwecja                        | 29:11                          | 0                              |
| 25.                            | 17.10.2015                     | Stadion Podilla, Chmielnicki                  | Ukraina                        | 14:30                          | 5 (P)                          |
| 26.                            | 14.11.2015                     | Stadion Polonii, Warszawa                     | Mołdawia                       | 18:14                          | 0                              |
| 27.                            | 19.03.2016                     | Stadion Polonii, Warszawa                     | Belgia                         | 11:21                          | 0                              |
| 28.                            | 24.09.2016                     | Arena Lublin, Lublin                          | Ukraina                        | 22:0                           | 0                              |
| 29.                            | 18.02.2017                     | Complexo Desportivo Nacional do Jamor, Oeiras | Portugalia                     | 10:35                          | 0                              |
| 30.                            | 18.03.2017                     | Stadionul Raional, Anenii Noi                 | Mołdawia                       | 15:3                           | 0                              |
| 31.                            | 18.11.2017                     | Stadion GOŚ, Gdańsk                           | Mołdawia                       | 13:0                           | 0                              |
| 32.                            | 17.03.2018                     | Stade des Cherpines, Plan-les-Ouates          | Szwajcaria                     | 30:24                          | 0                              |
| 33.                            | 16.02.2019                     | Complexo Municipal de Atletismo, Setúbal      | Portugalia                     | 5:65                           | 0                              |
| 34.                            | 23.03.2019                     | Stadion Miejski, Łódź                         | Szwajcaria                     | 25:28                          | 0                              |
| 35.                            | 23.11.2019                     | Yverdon-les-Bains                             | Szwajcaria                     | 23:20                          | 0                              |
| 36.                            | 29.02.2020                     | Nationaal Rugby Centrum, Amsterdam            | Holandia                       | 6:7                            | 0                              |
| 37.                            | 13.11.2021                     | Narodowy Stadion Rugby, Gdynia                | Niemcy                         | 21:16                          | 0                              |
| 38.                            | 20.11.2021                     | Stadion Polonii, Warszawa                     | Szwajcaria                     | 37:25                          | 0                              |
| 39.                            | 18.02.2023                     | Narodowy Stadion Rugby, Gdynia                | Belgia                         | 21:15                          | 0                              |
| 40.                            | 11.02.2023                     | Nationaal Rugby Centrum, Amsterdam            | Belgia                         | 17:18                          | 0                              |